# Lai’an
Lai’an (chiń. upr. 来安县; chiń. trad. 來安縣; pinyin Lái'ān Xiàn) – powiat w centralnej części prefektury miejskiej Chuzhou w prowincji Anhui w Chińskiej Republice Ludowej. Liczba mieszkańców powiatu, w 2010 roku, wynosiła 432 021.